# Xenon-oxitetrafluorid
A xenon-oxitetrafluorid (XeOF4) szervetlen vegyület, a xenon-oxifluoridok egyik legismertebb képviselője. Nagyon reakcióképes és instabil, vízben hidrolizál, az így keletkezett termékek veszélyesek és korrozívok:
XeOF4 + 2H2O → Xe + 4HF + 3/2 O2
Ezeken a termékeken kívül a reakcióban még némi ózon és fluor is keletkezik. Ez a reakció nagyon veszélyes, ezért a xenon-oxitetrafluoridot távol kell tartani a víztől és a vízgőztől.

## Reakciók
Vízzel az alábbi lépésekben reagál:
XeOF4 + H2O → XeO2F2 + 2HF
XeO2F2 + H2O → XeO3 + 2HF
A XeO3 szobahőmérsékleten könnyen felrobbanhat, ekkor Xe és 3/2 O2 keletkezik.

## Fordítás
Ez a szócikk részben vagy egészben  a   Xenon oxytetrafluoride című angol Wikipédia-szócikk fordításán alapul.  Az eredeti cikk szerkesztőit annak laptörténete sorolja fel. Ez a jelzés csupán a megfogalmazás eredetét és a szerzői jogokat jelzi, nem szolgál a cikkben szereplő információk forrásmegjelöléseként.